# 北京公交临1路

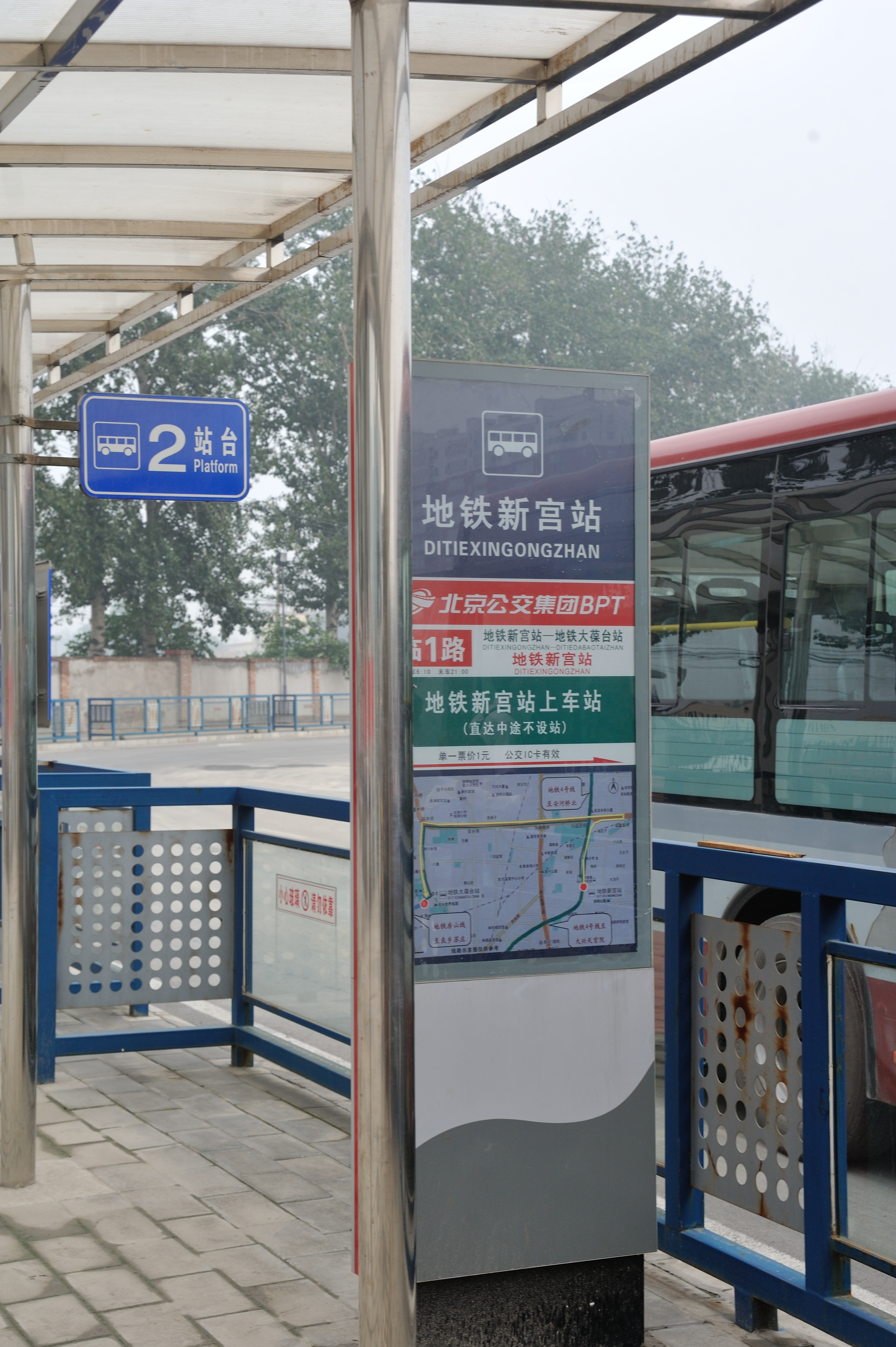
位于新宫站的临1路站牌

北京公交临1路（于2010年12月30日开通，2012年12月30日取消）是为了解决地铁房山线脱网运行，无法与其他线路换乘的情况而专门设立的摆渡车线路。随着房山线和9号线并入地铁网络，临1路也随之取消。

## 路线
线路从房山线终点大葆台站出发，先向北，到达南四环后向东，至马家堡西路向南，到达大兴线新宫站，中途不设站。

## 计价方式
地铁方面，两站设置了专门的票价规则，使用北京市政交通一卡通的乘客乘坐临1路换乘的乘客不需多付费，两次乘坐地铁只需一次的票价（2元），即进行了一次虚拟换乘；单程票乘客仍需再付2元车票。而乘坐临1路公交的价格为1元，享受北京市政交通一卡通4折、学生卡2折优惠。

## 运营时间
大葆台站发车时间为6:10－22:10，新宫站为6:10－21:00。